# Grand Slam (bomba)

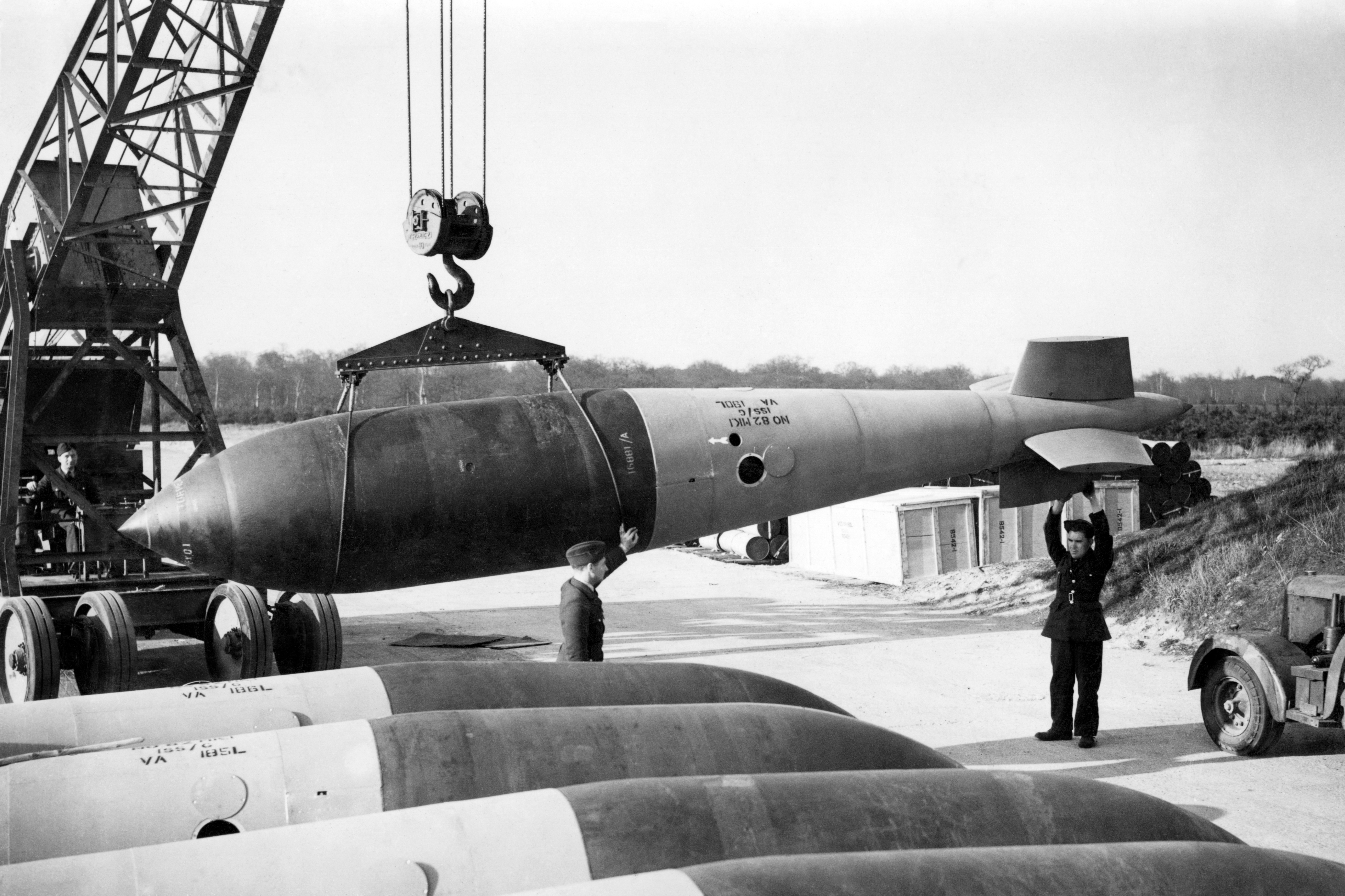
Uma Grand Slam.

Grand Slam (em português grande batida) era uma bomba britânica projetada para penetrar no solo, sendo lançada de grandes alturas e destruir fortificações alemãs não pela explosão, mas sim pelo impacto. Mesmo assim não obteve muito sucesso em suas missões.
Era carregada no avião britânico Avro Lancaster pois nenhum outro avião inglês ou americano era capaz de carregá-la, pois além de pesar 9 966 kg, era grande demais para outros bombardeiros pesados. Para a carregar era preciso retirar a porta do compartimento de bombas. 

## Especificações[1]
- Diâmetro:1,17 m
- Comprimento: 7,74 m
- Peso: 9 966 kg
- Carga explosiva: 4 356,83 kg